# Джефф Гамільтон (хокеїст)
Джефф Гамільтон (англ. Jeff Hamilton, 4 вересня 1977, Інглвуд) — американський хокеїст, що грав на позиції крайнього нападника. Грав за збірну команду США.

## Ігрова кар'єра
Хокейну кар'єру розпочав 1995 року виступами за аматорську хокейну команду, наступного року дебютував у складі команди Єльського університету.
Протягом професійної клубної ігрової кар'єри, що тривала 11 років, захищав кольори команд «Кярпят», «Нью-Йорк Айлендерс», «Ак Барс», «Чикаго Блекгокс», «Кароліна Гаррікейнс», «Торонто Мейпл-Ліфс», «Лугано» та ГІФК.
Загалом провів 157 матчів у НХЛ.
Виступав за збірну США, на головних турнірах світового хокею провів 6 ігор в її складі.

## Статистика

### Клубні виступи
| Сезон        | Клуб                    | Ліга         | Регулярний сезон | Регулярний сезон | Регулярний сезон | Регулярний сезон | Регулярний сезон | Плей-оф | Плей-оф | Плей-оф | Плей-оф | Плей-оф |
| Сезон        | Клуб                    | Ліга         | І                | Г                | П                | О                | ШХ               | І       | Г       | П       | О       | ШХ      |
| ------------ | ----------------------- | ------------ | ---------------- | ---------------- | ---------------- | ---------------- | ---------------- | ------- | ------- | ------- | ------- | ------- |
| 1995–96      | Avon Old Farms          | Аматори      | 24               | 29               | 23               | 52               | —                | —       | —       | —       | —       | —       |
| 1996–97      | Єльський університет    | НКАА         | 31               | 10               | 13               | 23               | 26               | —       | —       | —       | —       | —       |
| 1997–98      | Єльський університет    | НКАА         | 33               | 27               | 20               | 47               | 28               | —       | —       | —       | —       | —       |
| 1998–99      | Єльський університет    | НКАА         | 30               | 20               | 28               | 48               | 51               | —       | —       | —       | —       | —       |
| 1999–00      | Єльський університет    | НКАА         | 2                | 0                | 1                | 1                | 0                | —       | —       | —       | —       | —       |
| 2000–01      | Єльський університет    | НКАА         | 31               | 23               | 32               | 55               | 39               | —       | —       | —       | —       | —       |
| 2001–02      | «Кярпят»                | СМ-Л         | 39               | 18               | 15               | 33               | 16               | 3       | 0       | 0       | 0       | 0       |
| 2002–03      | Бріджпорт Саунд Тайгерс | АХЛ          | 67               | 22               | 16               | 38               | 35               | 9       | 3       | 3       | 6       | 0       |
| 2003–04      | Бріджпорт Саунд Тайгерс | АХЛ          | 67               | 43               | 25               | 68               | 26               | 7       | 4       | 0       | 4       | 4       |
| 2003–04      | «Нью-Йорк Айлендерс»    | НХЛ          | 1                | 0                | 0                | 0                | 0                | —       | —       | —       | —       | —       |
| 2004–05      | Гартфорд Вулвс Пек      | АХЛ          | 60               | 23               | 29               | 52               | 32               | 6       | 4       | 3       | 7       | 0       |
| 2005–06      | «Ак Барс»               | СР           | 8                | 0                | 0                | 0                | 16               | —       | —       | —       | —       | —       |
| 2005–06      | Бріджпорт Саунд Тайгерс | АХЛ          | 39               | 24               | 25               | 49               | 28               | —       | —       | —       | —       | —       |
| 2005–06      | «Нью-Йорк Айлендерс»    | НХЛ          | 13               | 2                | 6                | 8                | 8                | —       | —       | —       | —       | —       |
| 2006–07      | «Чикаго Блекгокс»       | НХЛ          | 70               | 18               | 21               | 39               | 22               | —       | —       | —       | —       | —       |
| 2007–08      | «Кароліна Гаррікейнс»   | НХЛ          | 58               | 9                | 15               | 24               | 10               | —       | —       | —       | —       | —       |
| 2007–08      | Олбані Рівер-Ретс       | АХЛ          | 9                | 3                | 6                | 9                | 6                | —       | —       | —       | —       | —       |
| 2008–09      | «Чикаго Вулвс»          | АХЛ          | 50               | 16               | 37               | 53               | 18               | —       | —       | —       | —       | —       |
| 2008–09      | «Торонто Мейпл-Ліфс»    | НХЛ          | 15               | 3                | 3                | 6                | 4                | —       | —       | —       | —       | —       |
| 2009–10      | «Лугано»                | НЛА          | 46               | 22               | 24               | 46               | 28               | —       | —       | —       | —       | —       |
| 2010–11      | ГІФК                    | СМ-Л         | 33               | 14               | 19               | 33               | 38               | —       | —       | —       | —       | —       |
| Усього в НХЛ | Усього в НХЛ            | Усього в НХЛ | 157              | 32               | 45               | 77               | 44               | —       | —       | —       | —       | —       |

### Збірна
| Рік                | Команда            | Турнір             | Місце              | І | Г | П | О | ШХ |
| ------------------ | ------------------ | ------------------ | ------------------ | - | - | - | - | -- |
| 2004               | США                | ЧС                 | 3                  | 6 | 1 | 0 | 1 | 2  |
| Національна збірна | Національна збірна | Національна збірна | Національна збірна | 6 | 1 | 0 | 1 | 2  |